# Hermann von Colard
Hermann von Colard (ur. 11 lutego 1857 w Stanisławowie, zm. 8 kwietnia 1916 w Białej) – austro-węgierski generał piechoty i wojskowy gubernator (namiestnik) Galicji w latach 1915-1916.

## Życiorys
Ukończył gimnazjum niemieckie we Lwowie. Wybrał karierę wojskową, był słuchaczem Akademii Wojskowej w St. Pölten (1872) i Terezjańskiej Akademii Wojskowej w Wiener Neustadt (1876). Następnie służył jako podporucznik (1876) a 1881 jako  porucznik w 10. Pułku Piechoty. Po ukończeniu Szkoły Wojennej w Wiedniu w 1883 r. przeniesiony do sztabu brygady, a następnie korpusu, gdzie otrzymał awans na kapitana sztabu armii austriackiej.(1886). Następnie szef sztabu 100. pułku piechoty w Krakowie (1886-1889), oficer sztabu korpusu w Wiedniu (1889-1891), oficer sztabowy, a od 1895 r. jako major szef sztabu 15. korpusu piechoty w Sarajewie (1891-1897). Od 1897 służył w 24. pułku piechoty we Lwowie, od 1898 r. dowodził nim (1898-1905). W 1898 mianowany pułkownikiem, a w 1905 generał majorem był dowódcą 6. Brygady Piechoty w Salzburgu (1905-1908), a potem dowódcą 24. dywizji piechoty w Przemyślu (1908-1910), a od 1911 komendantem twierdzy Przemyśl. Następnie prezes Najwyższego Sądu Wojskowego (1914-1915). Od 1909 r. Feldmarschalleutnant (feldmarszałek porucznik). W 1914 otrzymał godność tajnego radcy dworu austriackiego i był prezydentem Najwyższego Trybunału Wojskowego (1914-1915). Namiestnik Królestwa Galicji i Lodomerii (21 sierpnia 1915 - 8 kwietnia 1916), powołany na to stanowisko 20 lipca 1915, co w prasie galicyjskiej tak skomentowano:

Nominacya gen. Colarda namiestnikiem Galicyi. Powołanie niemieckiego generała na stanowisko namiestnika Galicyi [...] wywołało duże wrażenie. [...] Monarcha polecił prezesowi zawiadomoć sfery poselskie, że względy wojskowe czynią wskazane powołanie generała, obznajmionego ze stosunkami w kraju, na urząd namiestnika, ale ten krok nie jest wyrazem zamiaru wprowadzenia rządów wojskowych w Galicyi [...]

13 września został baronem (Freiherr). Generał von Colard zmarł nagle podczas pobytu w Białej. Wcześniej był chory na arteriosklerozę i planowano wysłanie go na leczenie do Wiednia, lecz w wyniku pogarszającego się stanu zdrowia namiestnika pomysł ten porzucono. Hermann von Colard zmarł ok. 6 nad ranem w obecności żony i córki. Wcześniej zażyczył sobie być pogrzebanym na cmentarzu w Wiener Neustadt, dokąd przewieziono trumnę z jego zwłokami i gdzie 12 kwietnia odbył się pogrzeb, poprzedzony wcześniejszymi uroczystościami żałobnymi w Białej. Prasa galicyjska doniosła, iż przed śmiercią gen. von Colard głośno przeżegnał się po polsku. Jego następcą na stanowisku wojskowego gubernatora (namiestnika) Galicji został Karl Georg Huyn.
 

## Rodzina
Pochodził ze starej francuskiej rodziny szlacheckiej, która przeniosła się podczas wojny trzydziestoletniej do Austrii. Był synem starosty ze Stanisławowa. Ożenił się z Paulą Oesterreicher (1867-1931), spokrewnioną ze znana polską rodziną Estreicherów, z którą miał córkę Alice (1889-1960) i syna Guido (1894-1983). Po śmierci von Colarda cesarz Karol I nadał w 1917 wdowie po nim i jego dzieciom tytuł barona.

## Odznaczony
- Order Leopolda 1 klasy
- Order Żelaznej Korony 3 klasy (1902)[4]
- Krzyż Orderu Franciszka Józefa (1915)[4]